# 샤우크여 데이크스트라
샤우크여 로살린더 데이크스트라(네덜란드어: Sjoukje Rosalinde Dijkstra, 1942년 1월 28일~2024년 5월 2일)는 네덜란드의 여자 피겨 스케이팅 선수이다. 여자 싱글의 세계적인 선수로 활동했다. 1962년~1964년 세계 선수권에서 우승했으며, 1964년 동계 올림픽에서도 우승하여, 네덜란드 선수로는 최초로 동계 올림픽에서 금메달을 획득했다.

## 선수 경력
데이크스트라는 1961년부터 1964년(1961년 세계 선수권 대회가 사베나 비행기 548 충돌후 취소)사이에 보유하는 모든 세계 선수권 대회와 유럽 선수권 대회에서 우승했다.

## 개인사
데이크스트라는 1936년 동계 올림픽에 출전한 스피드 스케이팅 선수 루 데이크스트라의 딸이다.